# Efficeon
Efficeon è una famiglia di microprocessori VLIW a 256 bit prodotta dalla Transmeta. Il microprocessore utilizza lo strato software Code Morphing Software (CMS) come il precedente Crusoe, per tradurre le istruzioni x86 in istruzioni VLIW. Efficeon è stato sviluppato per realizzare un microprocessore ad elevate prestazioni ma dal consumo energetico molto ridotto.
Efficeon implementa molto soluzioni tecnologiche Introdotte da Intel nel Pentium 4, sebbene come l'Opteron dell'AMD al suo interno includa un controller della memoria, un bus HyperTransport, la gestione dell'NX bit e le estensioni AMD64.
Le prestazioni del microprocessore dovrebbero essere inferiori a quelle di un Pentium M di pari frequenza sebbene non vi sia molta documentazione in proposito e la presenza del CMS rende le prestazioni del microprocessore molto dipendenti dal tipo di programma in esecuzione.
Efficeon è disponibile in due package formati da 783 e 592 piedini. Il processore ha consumi ridotti (5 Watt a 1 GHz e 13 Watt a 1.3 GHz) e quindi può essere raffreddato con un dissipatore passivo tipo quelli utilizzati sui processori della classe 80386.
Internamente Efficeon è dotato di due unità ALU, due unità load/add/store, 2 unità di esecuzione, 2 unità in virgola mobile/MMX/SSE/SSE2, una unità di predizione dei salti, una unità alias e una unità di controllo.
Il processore VLIW esegue una istruzione a 256 bit per ciclo di clock. Ogni istruzione a 256 bit raccoglie le istruzioni da eseguire chiamate atomi. Ogni istruzione può contenere fino a 8 atomi da 32 bit.
Il microprocessore ha 128 KB + 64 KB di cache di primo livello e 1 MB o 0.5 MB di cache di secondo livello. In aggiunta ha una cache che mantiene porzioni di codice x86 tradotto in istruzioni VLIW che vengono utilizzate di frequente.